# Lista de episódios de Pac-Man e as Aventuras Fantasmagóricas
Esta é uma lista de episódios para a série de animação Pac-Man e as Aventuras Fantasmagóricas.

## Primeira Temporada (2013)[1]
| Nº (série) | Nº (temp.) | Título | Escrito por                                      |
| ---------- | ---------- | --- | ------------------------------------------------ |
| 1          | 1          | "A Aventura Começou, Parte 1 (BR)" A Aventura Começa, Parte 1 (PT)" "The Adventure Begins, Part 1"                                                  | Tom Ruegger e Paul Rugg                          |
| 2          | 2          | "A Aventura Começou, Parte 2 (BR)" A Aventura Começa, Parte 2 (PT)" "The Adventure Begins, Part 2"                                                  | Tom Ruegger e Paul Rugg                          |
| 3          | 3          | "Proibido Para Monstros, Parte 1 (BR)" Proibido Animais... Principalmente Monstros, Parte 1 (PT)" "No Pets Allowed....Especially Monsters!, Part 1" | Sean Catherine Derek                             |
| 4          | 4          | "Proibido Para Monstros, Parte 2 (BR)" Proibido Animais... Principalmente Monstros, Parte 2 (PT)" "No Pets Allowed....Especially Monsters!, Part 2" | Sean Catherine Derek                             |
| 5          | 5          | "Tudo Que Puder Comer (BR)" Mordelindro (PT)" "All You Can Eat"                                                                                     | Dennis Haley & Marcy Brown                       |
| 6          | 6          | "Presidente do Mal (BR)" Presidente Possuído (PT)" "President Possessed!"                                                                           | Len Uhley                                        |
| 7          | 7          | "Espinhas (BR)" A Borbulha é Tua ou Minha? (PT)" "Is Zit You Or Is Zit Me?"                                                                         | Ken Pontac                                       |
| 8          | 8          | "Pac do Futuro (BR)" Regresso ao Pac-Zap (PT)" "Pac To The Future"                                                                                  | Glenn Leopold                                    |
| 9          | 9          | "O Superpoderoso (BR)" Heebo-Skeebo (PT)" "Heebo-Skeebo"                                                                                            | Bob Forward                                      |
| 10         | 10         | "Missão Empacada (BR)" Missão Impacável (PT)" "Mission ImPacable!"                                                                                  | Jymn Magon                                       |
| 11         | 11         | "Problema Corporal (BR)" Corpo em Novo (PT)" "No Body Knows"                                                                                        | Dennis Haley & Marcy Brown                       |
| 12         | 12         | "Como Nos Velhos Tempos (BR) / (PT)" "Seems Like Old Times"                                                                                         | Glenn Leopold                                    |
| 13         | 13         | "Esquentando o Clima (BR)" Betrayus Aquece as Coisas (PT)" "Betrayus Turns the Heat Up"                                                             | Mark Young                                       |
| 14         | 14         | "Febre do Pac-Pong (BR) / (PT)" "Pac-Pong Fever" | Eric Shaw                                        |
| 15         | 15         | "Pac Motorista (BR)" A Carta de Condução do Pac (PT)" "Driver's Pac"                                                                                | Dennis Haley & Marcy Brown                       |
| 16         | 16         | "Sem Sorte (BR)" Amaldiçoado (PT)" "Jinxed" | Michael Maurer                                   |
| 17         | 17         | "Indiana Pac e o Templo do Lodo (BR) / (PT)" "Indiana Pac and the Temple of Slime"                                                                  | Ken Pontac                                       |
| 18         | 18         | "Planeta Pac (BR) / (PT)" "Planet Pac" | Ken Pontac                                       |
| 19         | 19         | "Feliz Dia dos Namorados (BR)" Apoio do Pac-Man (PT)" "Stand By Your Pac-Man"                                                                       | Steve Granat, Cydne Clark e Sean Catherine Derek |
| 20         | 20         | "A Cidade Perdida de Pactlântida (BR)" Pactlântida (PT)" "Paclantis"                                                                                | Dennis Haley & Marcy Brown                       |
| 21         | 21         | "O Pacassauro Rex (BR)" Pac Jurássico (PT)" "Jurassic Pac"                                                                                          | Ken Pontac                                       |
| 22         | 22         | "Halloween Assustador (BR)" Uma Noite Assustadora (PT)" "A Berry Scary Night"                                                                       | Sean Catherine Derek & Glenn Leopold             |
| 23         | 23         | "A Grande Caçada (BR) / (PT)" "The Great Chase!" | Jymn Magon                                       |
| 24         | 24         | "Ataque Robô (BR)" Atribuições Robóticas (PT)" "Robo Whoes"                                                                                         | Ken Pontac                                       |
| 25         | 25         | "O Substituto do Dr. Buttocks (BR)" O Espião que me Gosmou (PT)" "The Spy Who Slimed Me"                                                            | Dennis Haley & Marcy Brown                       |
| 26         | 26         | "A Invasão dos Cabeças Pontudas (BR)" Invasão dos Cabeças de Altinente (PT)" "Invasion of the Pointy Heads"                                         | Ken Pontac                                       |

## Segunda Temporada (2014)[2]
| Nº (série) | Nº (temp.) | Título                                                                        | Escrito por                       |
| ---------- | ---------- | ----------------------------------------------------------------------------- | --------------------------------- |
| 27         | 1          | "O Sinistro Pac-topus (BR)" "Ride the Wild Pac-Topus"                         | Dennis Haley & Marcy Brown        |
| 28         | 2          | "Mestre Pac-Man (BR)" "Meanie Genie"                                          | Ken Pontac                        |
| 29         | 3          | "Pac-Man das Cavernas (BR)" "Cave Pac-Man"                                    | Sean Catherine Derek              |
| 30         | 4          | "Disputa Cósmica (BR)" "Cosmic Contest"                                       | Ken Pontac                        |
| 31         | 5          | "Quanta Inteligência (BR)" "That Smarts!"                                     | Ken Pontac                        |
| 32         | 6          | "Pac-Mania! (BR)" "Pac-Mania"                                                 | Dennis Haley e Marcy Brown        |
| 33         | 7          | "Viagem no Tempo (BR)" "Rip Van Packle"                                       | Michael Maurer                    |
| 34         | 8          | "Bazuca Fantasma (BR)" "Spooka-Bazooka!"                                      | Jym Magon                         |
| 35         | 9          | "Que a Força Pac Esteja com Você (BR)" "The Pac Be With You"                  | Dennis Haley e Marcy Brown        |
| 36         | 10         | "Dia das Bruxas Assombrado (BR)" "The Shadow of the Were-Pac"                 | Ken Pontac                        |
| 37         | 11         | "Armadura de Cavalheiro (BR)" "A Hard Dazed Knight"                           | Jymn Magon                        |
| 38         | 12         | "O Capitão e os Piratas (BR)" "Cap'n Banshee and His Interstellar Buccaneers" | Ken Pontac                        |
| 39         | 13         | "Natal às Escondidas (BR)" "Happy Holidays and a Merry Berry Day"             | Ken Pontac e Sean Catherine Derek |

## Terceira Temporada (2015)[3]
| Nº (série) | Nº (temp.) | Título                                                                              | Escrito por                |
| ---------- | ---------- | ----------------------------------------------------------------------------------- | -------------------------- |
| 40         | 1          | "Paz sem Plasma (BR)" "Peace Without Slime"                                         | Sean Catherine Derek       |
| 41         | 2          | "O Fantasma Por Trás do Trono (BR)" "The Ghost Behind the Throne"                   | Ken Pontac                 |
| 42         | 3          | "Nerd é a Palavra (BR)" "Nerd is the Word"                                          | Jymn Magon                 |
| 43         | 4          | "A Noiva do Grinder (BR)" "The Bride of Grinder"                                    | Ken Pontac                 |
| 44         | 5          | "A Lenda do Vale do Arrepio (BR)" "The Legend of Creepy Hollow"                     | Dennis Haley e Marcy Brown |
| 45         | 6          | "Ilha do Ovo de Páscoa (BR)" "Easter Egg Island"                                    | Ken Pontac                 |
| 46         | 7          | "O Mágico de Todos Nós (BR)" "The Wizard of Odd"                                    | Dennis Haley e Marcy Brown |
| 47         | 8          | "Indiana Pac e as Denturas da Perdição (BR)" "Indiana Pac and the Dentures of Doom" | Ken Pontac                 |
| 48         | 9          | "Querida, Digitalizei o Pac (BR)" "Honey, I Digitized the Pac-Man"                  | Michael Maurer             |
| 49         | 10         | "Garota Nova na Área (BR)" "New Girl in Town"                                       | Dennis Haley e Marcy Brown |
| 50         | 11         | "Dia Das Bruxas do Pac - Parte 1 (BR)" "Pac's Very Scary Halloween - Part 1"        | Ken Pontac                 |
| 51         | 12         | "Dia Das Bruxas do Pac - Parte 2 (BR)" "Pac's Very Scary Halloween - Part 2"        | Ken Pontac                 |
| 52         | 13         | "Pac Noel (BR)" "Santa Pac"                                                         | Dennis Haley e Marcy Brown |